# 李殿仁
李殿仁（1945年11月—），男，山东滨县人，中华人民共和国军事人物，中国人民解放军中将。

## 生平
李殿仁受教育程度较低，只读到初中一年级，便因三年困难时期而辍学。只好回家种地，因为吃苦耐劳，后被任命为村里的生产队长。1964年1月，李殿仁应征参军。
2002年，授予中国人民解放军中将，曾任国防大学副政治委员。2008年，担任全国人大农业与农村委员会委员。

## 言论
2013年6月在接受中国社会科学报的采访时称“微博已成为反体制言论集散地”，呼吁中国政府钳制公民网上的言论自由。一时在网上引起强烈的反弹，受到网民几乎一面倒的谴责挞伐，指其罔顾民意，妄图阻塞正在逐步开放的互联网言路。